# Felistas Muzongondi
Felistas Muzongondi, née le 22 mars 1986 à Masvingo, est une footballeuse internationale zimbabwéenne évoluant au poste d'attaquant.

## Biographie
Elle est membre de l'équipe nationale féminine du Zimbabwe, et participe avec son pays aux Jeux olympiques d'été de 2016.
Lors du tournoi olympique organisé au Brésil, elle joue deux matchs, contre l'Allemagne et le Canada, avec pour résultats deux défaites.
Elle participe également avec l'équipe du Zimbabwe à la Coupe d'Afrique des nations 2016.